# Adrian-Ionuț Gâdea
Adrian-Ionuț Gâdea (n. 28 iulie 1976, Turnu Măgurele, Teleorman, România) este un jurist și politician român, ales în 2020 președinte al Consiliului Județean Teleorman. Acesta a fost deputat în legislatura 2016-2020. Pe 21 ianuarie 2017 a demisionat însă pentru a ocupa un post de secretar de stat în Ministerul Fondurilor Europene.

## Acuzații de corupție
Pe 27 iunie 2018 Adrian-Ionuț Gâdea a fost trimis în judecată de DNA alături de fostul vice-premier Sevil Shhaideh, sub învinuirea de abuz în serviciu. Pe 21 februarie 2023 Adrian Gâdea a fost achitat definitiv în acest dosar de Curtea de Apel București. legali, concesionarea pe 10 ani către terți a unei părți din insula Belina și brațului Pavel al fluviului Dunărea.

## Viață personală
Tatăl lui Adrian Gâdea, Anghel Gâdea, a fost primarul Comunei Ciuperceni.